# ブレンダ・リー
 ブレンダ・リー（Brenda Lee、1944年12月11日 - ）は、アメリカ合衆国ジョージア州出身で1960年代にチャートのトップの常連であった女性歌手。ロカビリー、ポップ、カントリー・ミュージックを歌い、1960年代に47曲がアメリカのチャートにランクインし、その10年間のチャートではエルヴィス・プレスリー、ビートルズ、レイ・チャールズに続き第4位であった。1960年のヒット曲『I'm Sorry 』で最もよく知られ、1958年の『Rockin' Around the Christmas Tree 』は50年以上アメリカのクリスマス曲の定番となっている。
4フィート9インチ(約145cm)の小柄な体で、1957年のロック調に歌った曲『ダイナマイト』がヒットしたことから「リトル・ミス・ダイナマイト」と呼ばれている。また、このヒットにより世界的に知られるポップ・スターの1人となった。
1960年代後期には、声に衰えが見え始めて人気に陰りが出てきたが、1970年代から1980年代を通してルーツであるカントリーに回帰し多くのヒットを残し成功し続けた。ロックの殿堂、カントリー・ミュージックの殿堂、ロカビリーの殿堂のメンバーである。グラミー賞特別功労賞を受賞した。現在テネシー州ナッシュビル在住である。

## 経歴

### 生い立ち
ジョージア州アトランタにあるグレイディ記念病院でルーベン・リンジー・タープリーとアニー・グレイス(旧姓ヤーブロウ)のもとに生まれ、ブレンダ・メイ・タープリーと名付けられた。出生時の体重は4パウンド11オンス(約2,100グラム)であった。父の仕事の都合により、アトランタとオーガスタの間を始めとして、いくつかの小学校を転校した。一家は貧しくその日暮らしの生活であった。水道設備のない3部屋の家の1室で2人のきょうだいとベッドを共にしていた。両親は仕事探しに明け暮れ、リーは毎週日曜日バプテスト教会でソロで歌っていた。
父はジョージア州の赤粘土地帯の農家の出身であった。彼は5フィート7インチ(170cm)であったが、アメリカ陸軍野球チームに11年間在籍した左投げの優秀なピッチャーであった。母も同様にジョージア州グリーン郡の無学の労働者階級の出身であった。
リーは音楽の神童と呼ばれていた。父が亡くすまで一家には屋内トイレもなかったが、電池式の卓上ラジオがあり、リーは幼少の頃からこれに魅了されていた。2歳の頃にはラジオで聴いた曲を口笛で吹けるようになっていた。母と姉または妹によるとリーは3歳になる前に地元のキャンディ・ストアに行くとよく歌ってキャンディやコインを得ていた。

### 幼少時代のキャリア
5歳の頃より、リーの声と可愛らしい顔や舞台での存在感は広く注目を浴びた。6歳の頃に、地元の複数の小学校が主催する歌唱コンテストで優勝した。優勝賞品はアトランタのラジオ番組『Starmakers Revue 』でのライヴであり、リーは翌年出演した。
1953年、リーが10歳の頃に父を亡くすと、リーはイベント、地元ラジオ、テレビに出演して、一家の稼ぎ頭となった。アトランタのテレビ局WAGA-TVのカントリー・ミュージック番組『TV Ranch 』にレギュラー出演していた時に、リーの背がとても低かったため、司会者はマイクのスタンドを縮めて、さらに彼女を木箱の上に立たせなくてはならなかった。1955年、母はジミー・スキナー・ミュージック・センターで働くブエル・レインウォーター(愛称ジェイ)と再婚し、一家はオハイオ州シンシナティに引っ越した。リーはケンタッキー州ニューポートのラジオ局WNOP の2つの土曜日の番組のために、レコード店でスキナーと共に演奏した。間もなく一家はジョージア州オーガスタに戻り、リーはジョージア州スワインボロのラジオ局WJAT-AM の番組『The Peach Blossom Special 』に出演した。

### 全米デビューおよびスターダム

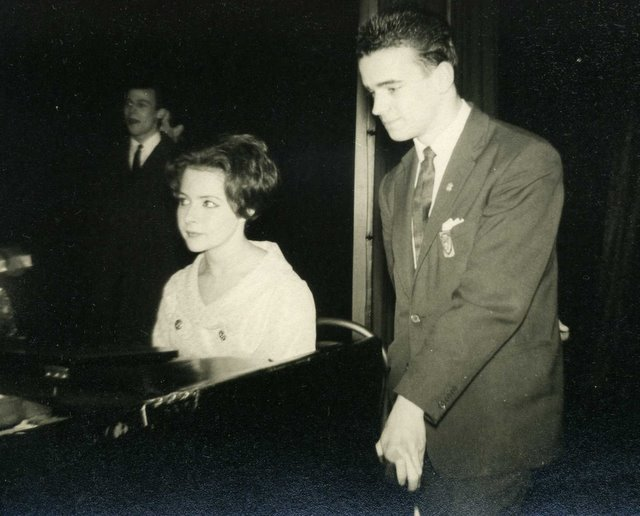
1962年4月、ロンドンのサットンにあるグラナダにて

1955年2月、出演料30ドルのスワインボロのラジオ局の仕事を断り、ABCテレビ『Ozark Jubilee 』のオーガスタでの番組宣伝のために来ているレッド・フォーリーに会いに行った。オーガスタのディスク・ジョッキーが番組前にフォーリーに彼女の歌を聴いてみるように説得した。小さな少女から発せられる大声に、皆と同様にフォーリーも釘付けになり、その夜のステージでリハーサルなしで彼女に『Jambalaya 』を歌わせることを即決した。フォーリーはこの時のことについて以下のように語った:
私は今でも初めてあの声を聴いた時のことを思い出すと鳥肌が立つ。彼女は片足を草原の火を踏みつけるようにリズムを取り始めたが、あの小さな体の他の部分は微動だにしない。彼女の声の魔法は私に舞台を降りることを忘れさせるほどの衝撃だった。観客の前での振る舞い方を26年間学んだつもりであったが、私の口は2マイル(約3km)に広がり目が点になったようだった
観客はパンチの効いた独自の歌唱力に大いに盛り上がり、さらに3曲を歌い終えるまで舞台を降りさせなかった。1955年3月31日、10歳でミズーリ州スプリングフィールドの『Ozark Jubilee 』で全米デビューした。5年間の番組出演契約は、母とマネージャーが起こした訴訟により破棄されたが、彼女は番組終了までレギュラー出演し続けた。
2ヶ月弱後の1956年7月30日、デッカ・レコードは契約を持ち掛け、彼女の1枚目のシングル・レコードはA面『Jambalaya 』、B面『Bigelow 6‑200 』となった。2枚目のシングルはクリスマス曲『I'm Gonna Lasso Santa Claus 』、『Christy Christmas 』であった。1956年12月11日に12歳になったが、これら最初のデッカのシングルでは「リトル・ブレンダ・リー(9歳)」とクレジットされた。
1956年の以上のシングルはチャート入りしなかったが、ヒュー・アシュリー作曲の1957年の1枚目『One Step at a Time 』はポップおよびカントリー双方のチャートでヒットした。次のヒット曲『Dynamite 』では身長が明かされ、「リトル・ミス・ダイナマイト」とニックネームがつけられ、その後も使用され続けている。
当初カントリーの会場や公演で人気が出たが、レーベルおよびマネージメントはポップ歌手として売り出すのがベストと考え、その結果1960年代のカントリーのラジオ局では知られたヒットがなく、ナッシュビルの名演奏家たちとカントリーのサウンドで演奏していたにもかかわらず1969年の『Johnny One Time 』までカントリーでのヒット曲がなかった。

### 1958年–1965年: ビッグ・ヒット

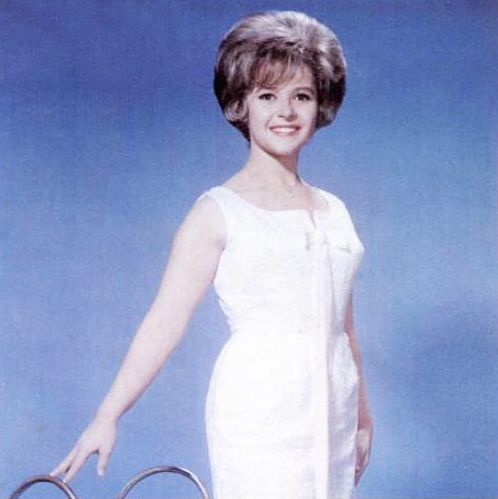
1965年

1950年代後期から1960年代中期にかけてロカビリーおよびロックンロールのスタイルの曲でポップ・チャートで大きな成功をおさめた。彼女の最大のヒットは『Jambalaya 』、『Sweet Nothin's 』(第4位。カントリー・ミュージシャンのロニー・セルフ作曲)、『乙女の青春（I Want to Be Wanted）』(第1位)、『オール・アローン・アム・アイ（All Alone Am I）』(第3位)、『Fool #1 』(第3位)である。また、ポップをベースにしたヒット曲には、他に『That's All You Gotta Do 』(第6位)、『Emotions 』(第7位)、『You Can Depend on Me 』(第6位)、『Dum Dum 』(第4位)、1962年『Break It to Me Gently 』(第2位)、『Everybody Loves Me But You 』(第6位)、『As Usual 』(第12位)などがある。1960年の『That's All You Gotta Do 』から1962年の『オール・アローン・アム・アイ』まで『ビルボード』のホット100でトップ10に9曲連続ランクインし、女性歌手としてのこの記録は、1986年にマドンナに破られるまで保持された。
リーのキャリアを通して、最大のヒット曲はクリスマス曲であった。1958年、13歳の頃にプロデューサーのオウエン・ブラッドリーが『Rudolph the Red-Nosed Reindeer 』(ジーン・オートリー)、『A Holly Jolly Christmas 』(バール・アイヴス)など.カントリー歌手へのクリスマス曲で数々の成功をおさめていたジョニー・マークス作曲の新曲のレコーディングをリーに依頼した。ギターのパートはハンク・ガーランド、サックスのソロはナッシュビルのアイコンであったブーツ・ランドルフが担当し、7月に『Rockin' Around the Christmas Tree 』を収録した。11月にデッカはこのシングルを出版して5,000枚しか売れなかったが、1959年に再出版されるとヒットして最終的に500万枚売り上げた。
1960年、のちに彼女の代表曲となる『I'm Sorry 』を収録し、『ビルボード』のポップ・チャートで第1位となった。これが彼女の最初のゴールド・レコードとなり、グラミー賞にノミネートされた。カントリー曲としての出版ではなかったが、弦楽器およびレガートなハーモニーのバック・コーラスを用いたナッシュビル・サウンドの最初の最大のヒット曲となった。数か月後、『Rockin' Around the Christmas Tree 』が3度目の出版をし、売り上げは雪だるま式に伸びた。この曲は毎年12月になると流れ、リーはのちの世代にもこの曲で認知されている。
リーのポップ・チャートでの最後のトップ10シングルは1963年の『Losing You 』(第6位)であったが、1966年の『Coming on Strong 』、1964年の『Is It True 』など他のチャートに残り続けた。『Is It True 』はミッキー・モーストのプロデュースでギターにビッグ・ジム・サリヴァンおよびジミー・ペイジ、ドラムにボビー・グラハムが参加しイングランドのロンドンでレコーディングした唯一のヒット・シングルとなった(ただしスライド・ギターおよびバック・コーラスはナッシュビルで重ね撮りした)。ウエスト・ハンステッドにあるデッカ・レコードの第2スタジオで収録され、B面はレイ・チャールズの1959年の『What'd I Say? 』のカヴァーが収録されたがアメリカでは出版されていない。

### 世界的名声
初期の頃からイギリスでも人気があった。アメリカでポップ歌手としての称賛を得る前の1959年、イギリスをツアー公演した。1959年に収録され1961年に出版されたロカビリーの『Let's Jump the Broomstick 』はアメリカではチャートに入らなかったが、イギリスでは第12位となった。その後イギリスで2曲がトップ10に入ったが、これらの曲はアメリカではシングルでの出版はなかった。イギリスでは1962年初頭、『Speak to Me Pretty 』が最高第3位で彼女のイギリスでの最大のヒット曲となり、『Here Comes That Feeling 』が第5位となった。『Here Comes That Feeling 』はアメリカで『Everybody Loves Me But You 』のB面となり、第6位となった。しかし『Here Comes That Feeling 』は『ビルボード』ホット100で最高第89位になった。またアイルランドもツアーし、1963年4月、ダンスおよびエンターテイメント誌『Spotlight 』の表紙を飾った。
1960年代、リーのイギリス・ツアー公演の前座を務めたのは当時あまり知られていなかったリヴァプール出身ビート・グループのビートルズであった。
1963年3月、リーはトニー・シェリダン、バチェラーズ、マイク・ベリーとツアーした。

### キャリア後半
1970年代初頭、リーはカントリー・ミュージック・アーティストとして再確立し、カントリー・チャートで多くのトップ10ヒット曲を生み出した。うち1曲目となる1973年の『Nobody Wins 』は第5位となり、ポップ・チャートでは第70位で最後のポップ・チャートのトップ100にランクインした曲となった。マーク・ジェイムスが作曲した次の『Sunday Sunrise 』は10月の『ビルボード』ホット・カントリー・チャートで第6位となった。他の著名なヒット曲には『Wrong Ideas 』、『Big Four Poster Bed 』(1974年)、『Rock on Baby 』、『He's My Rock 』(共に1975年)などがある。
数年間ヒットがなかったが、1979年の『Tell Me What It's Like 』が再びトップ10に入った。1980年には『The Cowgirl and the Dandy 』、オーク・リッジ・ボーイズがバック・コーラスを務めた『Broken Trust 』の2曲もトップ10に入った。1982年のアルバム『The Winning Hand 』はドリー・パートン、クリス・クリストファーソン、ウィリー・ネルソンが参加し、アメリカのカントリー・アルバム・チャートでトップ10に入り大ヒットとなった。ジョージ・ジョーンズとデュエットした1985年の『Hallelujah, I Love Her So 』が最後のヒット曲となった。

### 近年
その後もレコーディングや、過去の曲を4カ国語で演奏するなど世界中での活動を続けた。1992年、ウィリー・デヴィルのアルバム『Loup Garou 』の収録曲『You’ll Never Know 』でデュエットをした。現在もツアー公演を含む演奏活動を続けている。
2002年、ハリペリオンより自伝『Little Miss Dynamite:  The Life and Times of Brenda Lee 』が出版された(ISBN 0-7868-6644-6)。

### 家族
失恋の曲が多いが、1963年からロニー・シャックレットとの婚姻が続いている。シャクレットは音楽業界のやり手として、彼女を長期間にわたる経済的成功に導いている。ジョリーとジュリー(パッツィー・クラインの娘にちなむ)の2人娘と、テイラー、ジョーダン、チャーリーの3人の孫がいる。

## 受賞歴等
1990年および2001年、ロックの殿堂の最終選考に残ったが選ばれず、2002年についに殿堂入りした。
2006年9月、芸能活動が50年以上となったことを祝し、ナッシュビルのソース・ファンデーションによるジョー・ミーダー・ウォーカー特別功労賞の2人目の受賞者となった。1997年、カントリー・ミュージック殿堂、ロカビリー殿堂、ヒット・パレード殿堂に殿堂入りした。
2008年、『Rockin' Around the Christmas Tree 』がクリスマスの定番として50周年を迎え、2009年2月、ナショナル・アカデミー・オブ・レコーディング・アーツ・アンド・サイエンスからグラミー賞特別功労賞が授与された。

## ポピュラー・カルチャー
チャック・ベリーはアルバム『St. Louis to Liverpool 』で彼女のことを曲にした。1973年、ゴールデン・イヤリングのヒット曲『Radar Love 』で「ラジオから懐かしい曲が流れている/ブレンダ・リーの『Coming on Strong 』」という歌詞がある。1978年、バートン・カミングスのアルバム『'Dream of a Child 』ではリーがヒロインとなっており、タイトル曲で「私が子供の時、エルヴィス・プレスリーの夢を見た。角に立って、ブレンダ・リーにキスをした」という歌詞があり、最後には「私はブレンダ・リーを愛している/ブレンダ・リーは私を愛している」という歌詞がある。1985年、ベン・ヴォーンは『I'm Sorry (But So Is Brenda Lee) 』という曲を作曲および出版し、のちにマーシャル・クレンショーがカヴァーした。映画『トランザム7000』でもリーについての言及がある。
1990年の映画『ホーム・アローン』で『Rockin' Around The Christmas Tree 』が流れる。1991年の映画『フィッシャー・キング』、1993年の映画『ボーイズ・ライフ』、『クリス・ファーレイはトミー・ボーイ』で『I'm Sorry 』が流れる。2009年に高評価を得た『17歳の肖像』で『Sweet Nothin's 』が流れる。
2006年11月1日放送のABCのドラマ『LOST』第3シーズンのエピソード『The Cost of Living 』でコリーンの葬式のシーンで1963年の『I Wonder 』が流れる。NBCの『アメリカン・ドリームズ』の2エピソードでケリー・クラークソンがリー役で出演した。AMCの『マッドメン』第2シーズン第7話『The Gold Violin 』のクレジットのシーン、ABCの『PAN AM/パンナム』第1シーズン第7話で『Break It To Me Gently 』が流れる。
2010年のゲーム『ベヨネッタ』のエンドクレジットでリーがカヴァーした1963年の『フライ・ミー・トゥー・ザ・ムーン』が流れる。
『トランザム7000』でバンディットが好きな歌手としてリーの名を失念したことから、続編『トランザム7000VS激突パトカー軍団』では以前バンディットの敵であったジャスティス保安官が自分のことを覚えてくれていたことに喜ぶ結婚式の招待客「Nice Lady 」役でリーがカメオ出演した。
2013年、カニエ・ウェストのアルバム『Yeezus 』の収録曲『Bound 2 』に『Sweet Nothin's 』のリーの声が使用されている。1979年、Nikos Nikolaidis の映画『The Wretches Are Still Singing にもリーの歌が使用されている。

## ディスコグラフィ

### シングル
| - Jambalaya (1956年、デビュー曲) - One Step at a Time (1957年、US第43位) - Dynamite (1957年、ニックネーム「リトル・ミス・ダイナマイト」のもととなった) - ロッキン・アラウンド・ザ・クリスマス・ツリー Rockin' around the Christmas Tree (1958年、US第14位、UK第6位、クリスマス定番曲) - Let's Jump the Broomstick (1959年、UK第12位) - Sweet Nothin's (1959年、US・UK第4位) - アイム・ソーリー I'm Sorry (1960年、US第1位、UK第12位) - That's All You Gotta Do (1960年、US第6位) - I Want to Be Wanted (1960年、US第1位、UK第31位) - Emotions (1961年、US第7位、UK第45位) - You Can Depend on Me (1961年、US第6位) - Dum Dum (1961年、US第4位、UK第22位) - Fool #1 (1961年、US第3位、UK第38位) - Break It to Me Gently (1962年、US第4位、UK第46位) - Speak to Me Pretty (1962年、UK第3位) - Everybody Loves Me But You (1962年、US第6位) - Here Comes That Feeling （1962年、US第89位、UK第5位） - Heart in Hand (1962年、US第15位） - It Started All Over Again (1962年、US第29位、UK第15位） - All Alone Am I (1962年、US第3位、UK第7位) - Your Used to Be (1963年、US第32位） - She'll Never Know (1963年、US第47位） - Losing You (1963年、US第6位、UK第10位) - I Wonder (1963年、US第25位、UK第9位） - My Whole World Is Falling Down (1963年、US第25位） - The Grass Is Greener (1963年、US第17位） - As Usual (1963年、US第12位、UK第5位) | - Think (1964年、US第25位、UK第26位） - Alone with You (1964年、US第48位） - When You Loved Me (1964年、US第47位） - Is It True (1964年、US第17位、UK第17位） - Jingle Bell Rock (1964年、クリスマス定番曲) - Truly, Truly True (1965年、US第54位） - Too Many Rivers (1965年、US第13位、UK第22位） - Rusty Bells (1965年、US第33位） - ワン・レイニー・ナイト・イン・東京 One Rainy Night in Tokyo (1965年、日本第1位) - Coming on Strong (1966年、US第11位) - 想い出は涙だけ Walk Away (1966年) - 赤坂の夜は更けて Akasaka After Dark (1967年) - Johnny One Time (1968年、US第41位) - Let It Be Me (1969年) - Always on My Mind (1972年、USカントリー第45位) - 思い出のバラ Omoide no Bara (1972年) - Nobody Wins (1973年、US第70位、USカントリー第5位) - Sunday Sunrise (1973年、USカントリー第6位) - Wrong Ideas (1973年、USカントリー第6位) - Big Four Poster Bed (1974年、USカントリー第4位) - Rock on Baby (1974年、USカントリー第6位) - ごめんなさいね (1974年) - He's My Rock (1975年、USカントリー第8位) - 思い出さないで Omoidasanaide (1975年) - Tell Me What It's Like (1979年、USカントリー第8位) - The Cowgirl and the Dandy (1980年、USカントリー第10位) - Broken Trust (with オーク・リッジ・ボーイズ) (1980年、USカントリー第9位) |

### アルバム
- Grandma, What Great Songs You Sang! (1959年)
- Brenda Lee (1960年)
- This Is...Brenda (1960年)
- Emotions (1961年)
- All the Way (1961年)
- Sincerely, Brenda Lee (1962年)
- Brenda, That's All (1962年)
- All Alone Am I (1963年)
- ..."Let Me Sing" (1963年)
- By Request (1964年)
- Brenda Lee Sings Top Teen Hits (1965年)
- The Versatile Brenda Lee (1965年)
- Too Many Rivers (1965年)
- Bye Bye Blues (1966年)
- Coming On Strong (1966年)
- Reflections in Blue (1967年)
- Johnny One Time (1969年)
- Memphis Portrait (1970年)
- Brenda (1973年)
- New Sunrise (1973年)
- Brenda Lee Now (1974年)
- Sincerely (1975年)
- L.A. Sessions (1976年)
- Even Better (1980年)
- Take Me Back (1980年)
- Only When I Laugh (1981年)
- Feels So Right (1985年)
- Brenda Lee (1991年)
- Precious Memories (1997年)
- Gospel Duets with Treasured Friends (2007年)

## 参照
- Argyrakis, Andy (2007年7月5日). “Reluctant Legend”.   Christianity Today. 2008年4月2日閲覧。
- Wooding, Dan. “'Little Miss Dynamite' returns to her Gospel roots with a little help from some of her best friends”.   ASSIST News Service. 2014年7月14日時点のオリジナルよりアーカイブ。2012年2月3日閲覧。
- “Brenda Lee: the Lady, the Legend”.   Brenda Lee Productions. 2009年4月14日時点のオリジナルよりアーカイブ。2009年4月10日閲覧。